# Hemp for Victory
Hemp for Victory (in italiano: Canapa per la vittoria) è un film in bianco e nero prodotto dal governo degli Stati Uniti durante la seconda guerra mondiale, il cui obiettivo era di difendere la pianta della canapa e incoraggiare i contadini a riprenderne la coltivazione, interrotta improvvisamente in seguito al Marijuana Tax Act del 1937.

## Storia
Il film fu realizzato per incoraggiare gli agricoltori a riprendere la coltivazione della pianta e sostenere così le forze americane in guerra, dal momento che scarseggiavano altre fibre e prodotti industriali, specialmente quelli importati dall'estero. Il film propone una breve storia della canapa e dei vari prodotti da essa ricavati, mostrandone i metodi di coltivazione e lavorazione per trasformarla in corde, stoffa e altri prodotti.

### Ritrovamento
Prima del 1989 il film era praticamente sconosciuto negli Stati Uniti, e le stesse Biblioteche del Dipartimento dell'Agricoltura e del Congresso negavano che un simile film fosse mai stato fatto, dal Dipartimento dell'Agricoltura o da qualsiasi succursale del governo degli Stati Uniti. Tuttavia due copie in VHS del film furono recuperate e donate alla Biblioteca del Congresso il 19 maggio 1989 da Mia Farrow, Carl Packard e Jack Herer.
Al giorno d'oggi il film, essendo stato prodotto dal governo degli Stati Uniti, è di pubblico dominio e disponibile liberamente per il download nell'Internet Archive.